# Kobieta na topie
Kobieta na topie (ang. Woman on Top) – amerykańska komedia romantyczna z 2000 roku w reżyserii Finy Torres. W głównych rolach w filmie wystąpili Penélope Cruz, Murilo Benício, Harold Perrineau Jr. i Mark Feuerstein.
Obraz miał swoją światową premierę 22 września 2000 w ramach sekcji "Un Certain Regard" na 53. MFF w Cannes.

## Opis fabuły
Isabella jest mistrzynią w gotowaniu oryginalnych potraw. Dzięki temu restauracja jej męża Toninha znana jest niemal w całej Brazylii. Pewnego dnia kobieta przyłapuje małżonka na zdradzie. Wyjeżdża do San Francisco, by tam rozpocząć nowe życie. Występuje w programie kulinarnym i robi karierę. Wtedy pojawia się skruszony Toninho.

## Obsada
- Penélope Cruz jako Isabella Oliveira
- Murilo Benício jako Toninho Oliveira
- Harold Perrineau jako Monica Jones
- Mark Feuerstein jako Cliff Lloyd
- John de Lancie jako Alex Reeves
- Wagner Moura jako Rafi
- Ana Gasteyer jako Claudia Hunter
- Eliane Guttman jako matka Isabelli
- Eduardo Mattedi jako ojciec Isabelli

i inni